# Siamo troppo sazi
Siamo troppo sazi è un cortometraggio del 1998 diretto da Stefano Missio.

## Produzione
Il documentario è stato girato in 35mm nella provincia di Udine, sono state filmate e raccontate le osterie in via di sparizione e quelle ormai chiuse dalla Val Resia, passando per Udine fino alla Bassa friulana.

## Distribuzione
Il film è andato in onda sul canale satellitare Planete.

## Riconoscimenti
In concorso al 16°Torino Film Festival e al Mediterraneo Video Festival di Agropoli, ha vinto il XXIV festival internazionale del film turistico a Milano e il premio Arcigola-Slowfood al MaremmaDocFestival 99.